# Raúl Dacosta
Rául Dacosta Cerqueda (Orense, Galicia, España, 26 de enero de 2002) es un futbolista español que juega de delantero en el Racing club de Ferrol  de la Primera Federación.

## Trayectoria
Es un futbolista nacido en Orense, Galicia, España, hijo del exfutbolista José Ramón Dacosta, formado en las categorías inferiores del C. D. Ourense donde jugaría desde 2008 a 2011, fecha en la ingresó en el Pabellón CF, donde permaneció durante tres temporadas.
En 2014 se incorporó a la cantera del R. C. Celta de Vigo, donde jugaría tres temporadas.
En julio de 2017 firmó por el Real Madrid C. F. para incorporarse a las filas de su equipo cadete "A". En las dos temporadas siguientes formaría parte del juvenil "B" madridista.
En julio de 2020 formaría parte del juvenil "A" del Real Madrid CF, pero tres meses más tarde, abandona el club merengue para firmar por el juvenil del R. C. D. Espanyol.
En la temporada 2020-21 realizaría su debut con el filial blanquiazul en la Segunda División B de España. 
En las temporadas 2021-22 y 2022-23 formó parte de la plantilla del R. C. D. Espanyol "B" de la Segunda Federación, donde disputa un total de 62 partidos en los que anota 8 goles.
El 7 de agosto de 2023 firmó por la S. D. Ponferradina, que acababa de descender a Primera Federación.

## Estadísticas

### Clubes
Actualizado al último partido disputado el 25 de agosto de 2024.
| Club                             | Div.          | Temporada     | Liga  | Liga  | Liga   | Copas nacionales | Copas nacionales | Copas nacionales | Copas internacionales | Copas internacionales | Copas internacionales | Total | Total | Total  |
| Club                             | Div.          | Temporada     | Part. | Goles | Asist. | Part.            | Goles            | Asist.           | Part.                 | Goles                 | Asist.                | Part. | Goles | Asist. |
| -------------------------------- | ------------- | ------------- | ----- | ----- | ------ | ---------------- | ---------------- | ---------------- | --------------------- | --------------------- | --------------------- | ----- | ----- | ------ |
| R. C. D. Espanyol "B" · España   | 2.ª B         | 2020-21       | 2     | 0     | 0      | —                | —                | —                | —                     | —                     | —                     | 2     | 0     | 0      |
| R. C. D. Espanyol "B" · España   | 2.ª F         | 2021-22       | 32    | 5     | 0      | —                | —                | —                | —                     | —                     | —                     | 32    | 5     | 0      |
| R. C. D. Espanyol "B" · España   | 2.ª F         | 2022-23       | 28    | 3     | 1      | —                | —                | —                | —                     | —                     | —                     | 28    | 3     | 1      |
| R. C. D. Espanyol "B" · España   | Total club    | Total club    | 62    | 8     | 1      | 0                | 0                | 0                | 0                     | 0                     | 0                     | 62    | 8     | 1      |
| S. D. Ponferradina · España      | 1.ª F         | 2023-24       | 25    | 3     | 6      | 1                | 0                | 0                | —                     | —                     | —                     | 26    | 3     | 6      |
| S. D. Ponferradina · España      | Total club    | Total club    | 25    | 3     | 6      | 1                | 0                | 0                | 0                     | 0                     | 0                     | 26    | 3     | 6      |
| F. C. Barcelona Atlètic · España | 1.ª F         | 2024-25       | 1     | 0     | 0      | —                | —                | —                | —                     | —                     | —                     | 1     | 0     | 0      |
| F. C. Barcelona Atlètic · España | Total club    | Total club    | 1     | 0     | 0      | 0                | 0                | 0                | 0                     | 0                     | 0                     | 1     | 0     | 0      |
| Total carrera                    | Total carrera | Total carrera | 88    | 11    | 8      | 1                | 0                | 0                | 0                     | 0                     | 0                     | 89    | 11    | 7      |